# Esma Agolli
Esma Agolli, född den 1 juli 1928 i Tirana i Albanien, död den 5 juni 2010 i Tirana i Albanien, var en albansk skådespelerska, mottagare av priset Artist i Merituar. Hon spelade i sextio olika roller.